# Рудольф Тріттель
Рудольф Тріттель (нім. Rudolf Trittel; 18 червня 1913, Магдебург, Німецька імперія — 18 травня 1945, Каштроп-Вордінгборг, Данія) — німецький офіцер, оберстлейтенант вермахту. Кавалер Лицарського хреста Залізного хреста з дубовим листям.

## Біографія
В 1934 році вступив у 50-й піхотний полк. З квітня 1939 року — ад'ютант 2-го батальйону свого полку, з серпня 1939 року — 1-го батальйону 479-го піхотного полку. Учасник Французької кампанії і Німецько-радянської війни. З 20 серпня 1942 року — командир 3-го батальйону 479-го гренадерського полку, Відзначився у боях під Орлом. З жовтня 1944 року — командир 9-го гренадерського полку, з яким відзначився у боях при Діршау. 26 березня 1945 року важко поранений під Алленштайном. Помер у шпиталі.

## Звання
- Лейтенант (1 квітня 1936)
- Оберлейтенант (1 квітня 1939)
- Гауптман (1 березня 1942)
- Майор (1 грудня 1943)
- Оберстлейтенант (1 квітня 1944)

## Нагороди
- Медаль «За вислугу років у Вермахті» 4-го класу (4 роки)
- Залізний хрест
  - 2-го класу
  - 1-го класу (11 листопада 1941)
- Штурмовий піхотний знак в сріблі
- Нагрудний знак «За поранення» в сріблі
- Медаль «За зимову кампанію на Сході 1941/42»
- Лицарський хрест Залізного хреста з дубовим листям
  - лицарський хрест (14 серпня 1943)
  - дубове листя (№799; 23 березня 1945)